# Шишкин, Валерий Владимирович
Валерий Владимирович Шишкин (1 ноября 1940 — 19 февраля 2021) — советский и российский теннисист, тренер по теннису. Заслуженный тренер РСФСР.

## Биография
Родился в 1940 году.
Ещё с юношеских лет занимался различными видами спорта: мастер спорта СССР по настольному теннису, кандидат в мастера спорта СССР по шахматам. Теннисом начал заниматься сравнительно поздно, уже будучи в возрасте 26 лет. Чемпион Караганды по теннису 1967 года в одиночном разряде.
Окончил Высшую школу спортивного мастерства. Тренер ДСШ № 5 — СДЮШОР города Сочи (1976—1991). C 1994 года был тренером академии тенниса города Пиннеберга, что близ Гамбурга. Первый тренер Сергея Пономарёва, чемпиона Европы среди юношей в парном разряде 1984, и Евгения Кафельникова, первого победителя турнира Большого шлема из России, с которым проработал с 1979 по 1991 год.

## Награды
- Заслуженный тренер РСФСР (1990)[3]
- Член Зала российской теннисной славы в категории «тренер» (2008)[2]
- Лауреат теннисной премии «Русский кубок» в номинации «Тренер года» (2014)[1]

## Ссылка
- http://tennisgolfpro.com/media/mansurov_evgeniy_kafelnikov_redact.pdf